# Mekar Marjanji
Mekar Marjanji is een bestuurslaag in het regentschap Asahan van de provincie Noord-Sumatra, Indonesië. Mekar Marjanji telt 1061 inwoners (volkstelling 2010).